# Louis de Montmorency-Fosseux
Pour les autres membres de la famille, voir Maison de Montmorency.
Louis de Montmorency-Fosseux († 1490). Fils de Jean II de Montmorency et de Jeanne de Fosseux ou Fosseuse.
Alors que son père avait décidé de combattre aux côtés du roi de France Louis XI contre les partisans de la ligue du Bien public, emmenés par le duc de Bourgogne Charles le Téméraire, Louis prit le parti adverse comme son frère aîné Jean, né comme lui de Jeanne de Fosseux, la première épouse de Jean II de Montmorency.
Son père furieux décida de déshériter ses deux fils aînés au profit de Guillaume, son troisième fils, né de sa seconde épouse Marie d'Orgement. L'exhérédation est officiellement prononcée le 24 juillet 1463 au château de la Chasse, situé au cœur de la forêt de Montmorency.

## Ascendance
Louis de Montmorency-Fosseux descend des rois de France jusqu'à Hugues Capet.

## Mariage et descendance
En 1460, Louis épouse Marguerite de Wastines (? - 28 février 1490), fille de Jean de Wastines (Wattines) et Marguerite Blondel de Joigny. De ce mariage sont nés :
- Rolland de Montmorency-Fosseux (? - v. 1506), avec Postérité : les Fosseux puis Fosseuse, d'où les marquis de Thury, comtes de Tancarville, sires de Courtalain, ducs de Montmorency ; et les Bouteville, ducs de Piney-Luxembourg, de Beaufort et de Châtillon, marquis de Royan, comtes ou ducs d'Olonne, princes de Tingry
- Ogier de Montmorency-Wastines et Bersée (? - 13 décembre 1523), avec Postérité : dont les comtes d'Estaires, les sires de Morbecque et les princes de Robecq
- Cyprien de Montmorency-Fosseux (? - 1528)
- Jean de Montmorency-Roupy et Nomain